# کومورا جوتارو
کومورا جوتارو (به ژاپنی: 小村 壽太郎 Komura Jutarō)؛ ۱۶ سپتامبر ۱۸۵۵ – ۲۵ نوامبر ۱۹۱۱) دیپلمات، وزیر امور خارجه ژاپن اهل ژاپن بود.